# Спирит ъф Бургас
„Спирит ъф Бургас“ (на английски: Spirit of Burgas – „Духът на Бургас“) е бивш ежегоден летен музикален фестивал, провеждан в Бургас (Централен плаж, Морска градина Бургас).

## История
„Духът на Бургас“ е замислен от Община Бургас с планиран старт през 2009 г., но благодарение на предложена медийна подкрепа от страна на MTV той се осъществява година по-рано – през 2008 г. Подготвен само за няколко седмици, дебютът на фестивала успява да привлече хиляди фенове с добра локация и артисти като Kosheen, Asian Dub Foundation, Groove Armada, Cradle of Filth, The Sisters of Mercy, Ъпсурт и Gravity Co.
„Спирит ъф Бургас“ става първото по рода си събитие в страната, предлагащо разнообразие от сцени с разнородни изпълнители и музикални жанрове. Номиниран е за „Best European Festival“ (най-добър европейски фестивал) на UK Festival Awards (Британски награди за фестивали) през 2008 г. и в категорията „Best Overseas Festival“ (най-добър отвъдморски фестивал) през 2009 г. Тогава събитието е посочено от „Таймс“ сред 20-те най-добри фестивални дестинации, а програмата му е разпространена в европейската мрежа на MTV в 16 страни. Спирит ъф Бургас намира мястото си и в списъка на номинираните за „Best Medium Sized Festival“ (най-добри средноголеми фестивали) на първите награди European Festival Awards (Европейски награди за фестивали) през януари 2010 г.

## Издания
2008 г.
15 – 17 август – с участието на The Sisters of Mercy, Asian Dub Foundation, Kosheen, Cradle of Filth, Pendulum DJ Set и MC Jakes, Chris Liebing, Groove Armada DJ Set (Andy Cato), Hot Club de Paris, Pharoahe Monch, Bonobo, Baron & UK Apache, Michel De Hey, King Roc, Gravity Co., Pistamashina, Gangsta Gangsta P.r.o.d.u.c.t.i.o.n., Нова Генерация, EXo, Targy, acidtrip, Ogonek, COOH, Konspirator, Mocks, DJ Steven, KiNK, Deep Zone Project, The Revenge Project, Уикеда, LEEPRA DeLUXE, PanicanWhyasker, Frankie Morales, ALIEN INDUSTRY, Калин Вельов и група Tumbaito, D2, Алекс Мечев, Ъпсурт, DJ Smurf, Gras, Велизар, Korozy
2009 г.
14 – 16 август  – с участието на Faith No More, Fun Lovin' Criminals, The Crystal Method, LTJ Bukem, Dreadzone, Clawfinger, LTJ Bukem fr MC Conrad, Last Hope, Светльо & the Legends, Gravity Co
2010 г.
13 – 15 август – с участието на The Prodigy, Serj Tankian, Apollo 440, Everlast, Grandmaster Flash, D2, Gravity Co, Остава, DJ Shadow, Бичето,Skre4
2011 г.
12 – 14 август  – с участието на Moby, Skunk Anansie, Gotan Project, Leftfield, Deftones, Suicidal Tendencies, Benga, Gomez, Aneeke Van Giersbergen, The Pomorians, Bong, Обратен ефект, Милена, Insane
2012 г.
3 – 5 август – с участието на Korn, Chase and Status, Armin Van Buuren, Fedde Le Grand, Mark Knight, Richie Hawtin, The Prodigy, Sum 41, Busta Rhymes, Tinie Tempah, Ms. Dynamite, Caspa, Skiller, Odd Crew, Last Hope, Vendetta, Контрол, Остава, Ъпсурт
2013 г.
27 – 28 юли – Little Roy, The Editors, Zaz, Chase & Status, Ъпсурт, Пол Оукънфолд, Above & Beyond
2014 г.
Почивка
През 2014 г. фестивалът не се провежда поради липса на достатъчно финансиране за провеждането му от страна на Община Бургас.
2015 г.
7 – 8 август – с участието на Mastilo, Milow, Kwabs, Robbie Williams, Stereo MC's DJ Set, Jin Monic
Bobo & The Gang, Hayes & Y, Kasabian, DJ SS + High Roll, Calyx & Teebee, Danny Byrd, The Prototypes, Maztek, Full Kontakt, EXo Toy Letters, Мерудия, Kottarashky & The Rain Dogs, Ogi 23, BASSKA, DJ Balkan Mash Funkaround, Rebelites, Severozapadnyatsite, P.I.F., Ревю, Conquering Lion
2016 г.
На 3 септември 2015 представител на промоутъра BEC анонсира, че през 2016 г. „Спирит ъф Бургас“ ще е 3 дни и се очакват „хедлайнери тип Роби Уийлямс“.
На 31 януари 2016 г. директорът на общинското предприятие „Концерти и фестивали“ в Бургас Димитър Маджаров анонсира в радиоинтервю, че фестивал през 2016 г. най-вероятно няма да има поради липса на интерес от страна на промоутър.